# Hércules de Hospitalet
Hércules de Hospitalet (en idioma catalán Hércules L’ Hospitalet) es un club de béisbol y sófbol de Hospitalet de Llobregat (España).

## Historia
Fue fundado el día 11 de febrero de 1940 con el nombre de Hércules Les Corts en el barrio de Les Corts, Barcelona (España).
En el año 1969 de la mano de Carlos Pérez de Rozas comienza lo que pudiéramos llamar su segunda época y el marzo de 1970 reinicia su participación en competiciones oficiales.
En 1979 y como culminación de la brillante labor desarrollada durante su segunda época, el equipo sénior se proclama Campeón de Europa del Pool B.
En la Asamblea General Extraordinaria celebrada en el mes de junio de 1989, se acordó aceptar la oferta del Ayuntamiento de Hospitalet de Llobregat para que el club estableciera su sede social en el municipio, trasladándose desde Barcelona, y cambiara su razón social por la de Club de Béisbol y Sófbol Hércules de Hospitalet (Club de Béisbol i Sofbol Hércules l’ Hospitalet en idioma catalán).
A pesar de vivir un descenso forzado de categoría, el club vuelve a disputar la División de Honor de la Liga Nacional de Béisbol encadenando el objetivo de la permanencia en las temporadas 2005, 2006 y 2007. El equipo sénior fue dirigido desde el ascenso en la temporada 2004 hasta el 2013 por el venezolano Candelario Díaz, desde 2013 hasta la actualidad, por el también venezolano Frank Salas. 
Por lo que respecta a las categorías inferiores debe destacar la labor de integración de niños y jóvenes inmigrantes que se inician en la práctica de este deporte y conforman el futuro del club. Se debe la presencia de diversas promesas becadas en la residencia Blume así como varios internacionales tanto a nivel nacional como autonómico. Los éxitos en el ámbito autonómico así como nacional son una marca distintiva del club que se mantiene intacta estos últimos años a pesar de la compleja situación por la que atraviesa la entidad. 

## Palmarés

### Torneos nacionales
- 4 Ligas españolas de béisbol (1954, 1958, 1966 y 1971)